# 82-га повітрянодесантна дивізія (США)

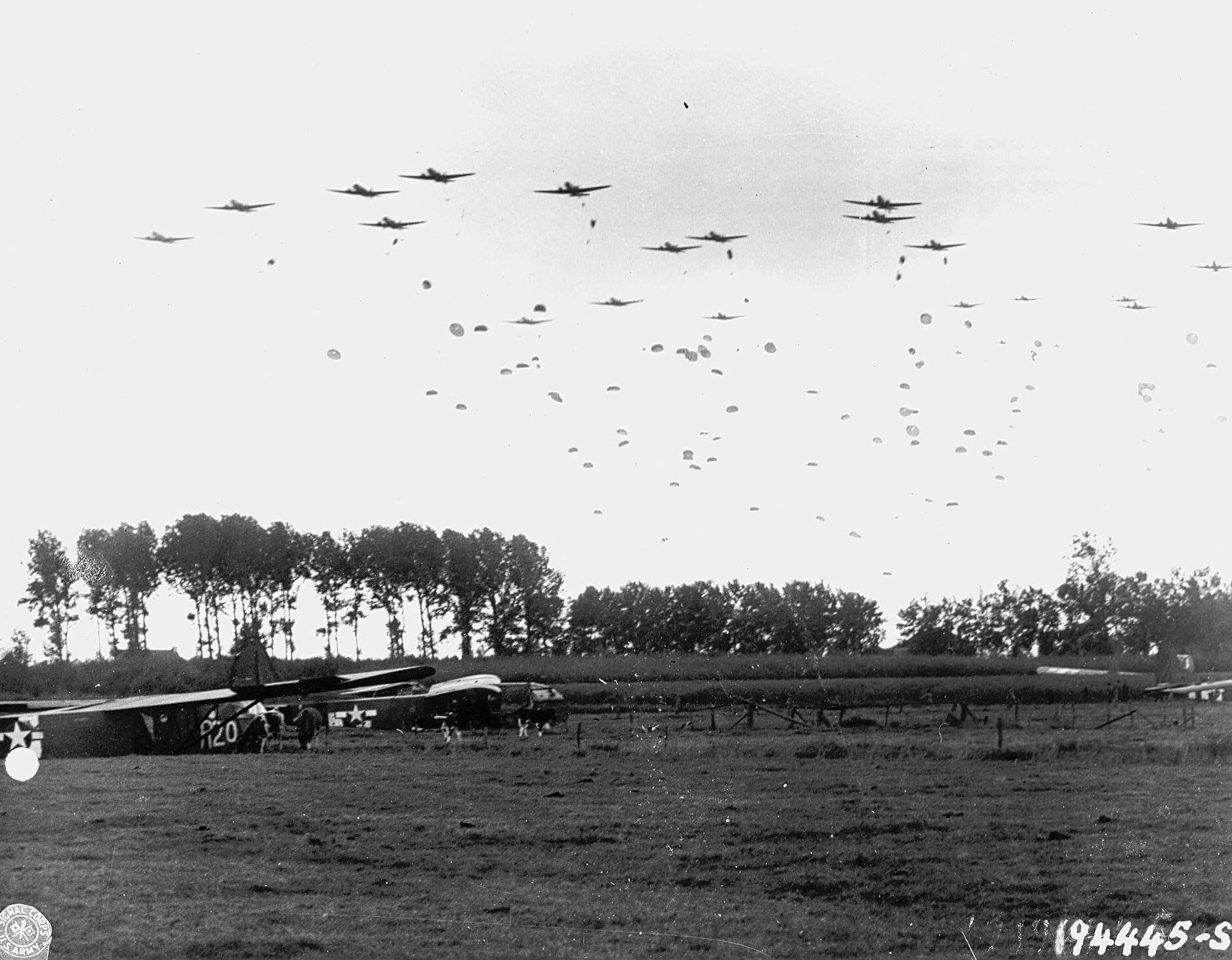
Висадка 82-ї пдд в операції Маркет-Гарден

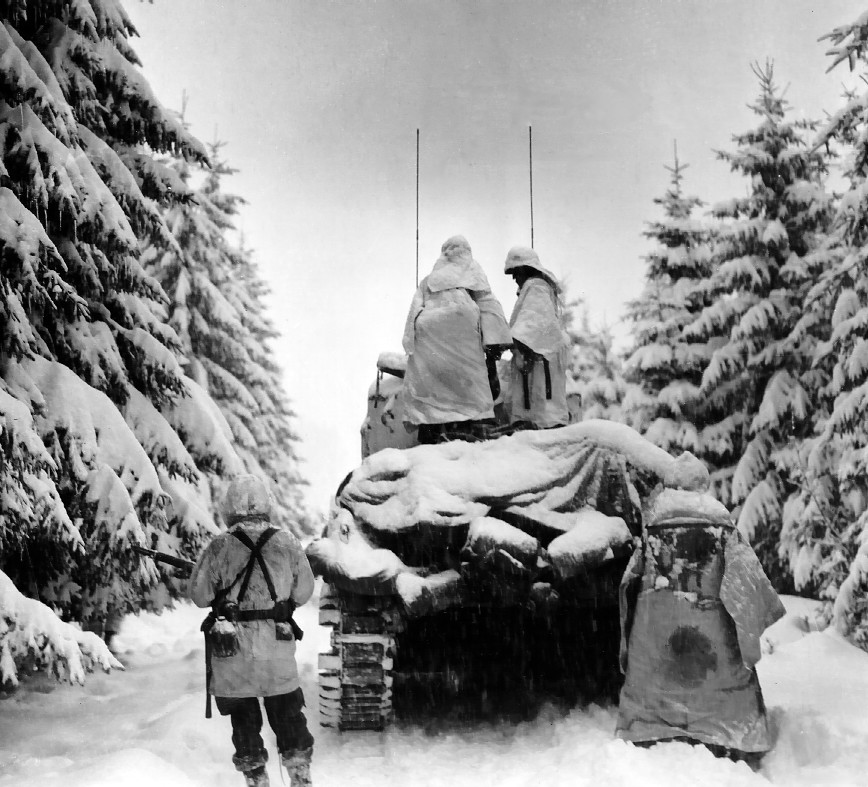
Танки та солдати 82-ї пдд в оборонних битвах в ході Арденнської операції. Грудень 1944

Операція «Буря в пустелі». 1991

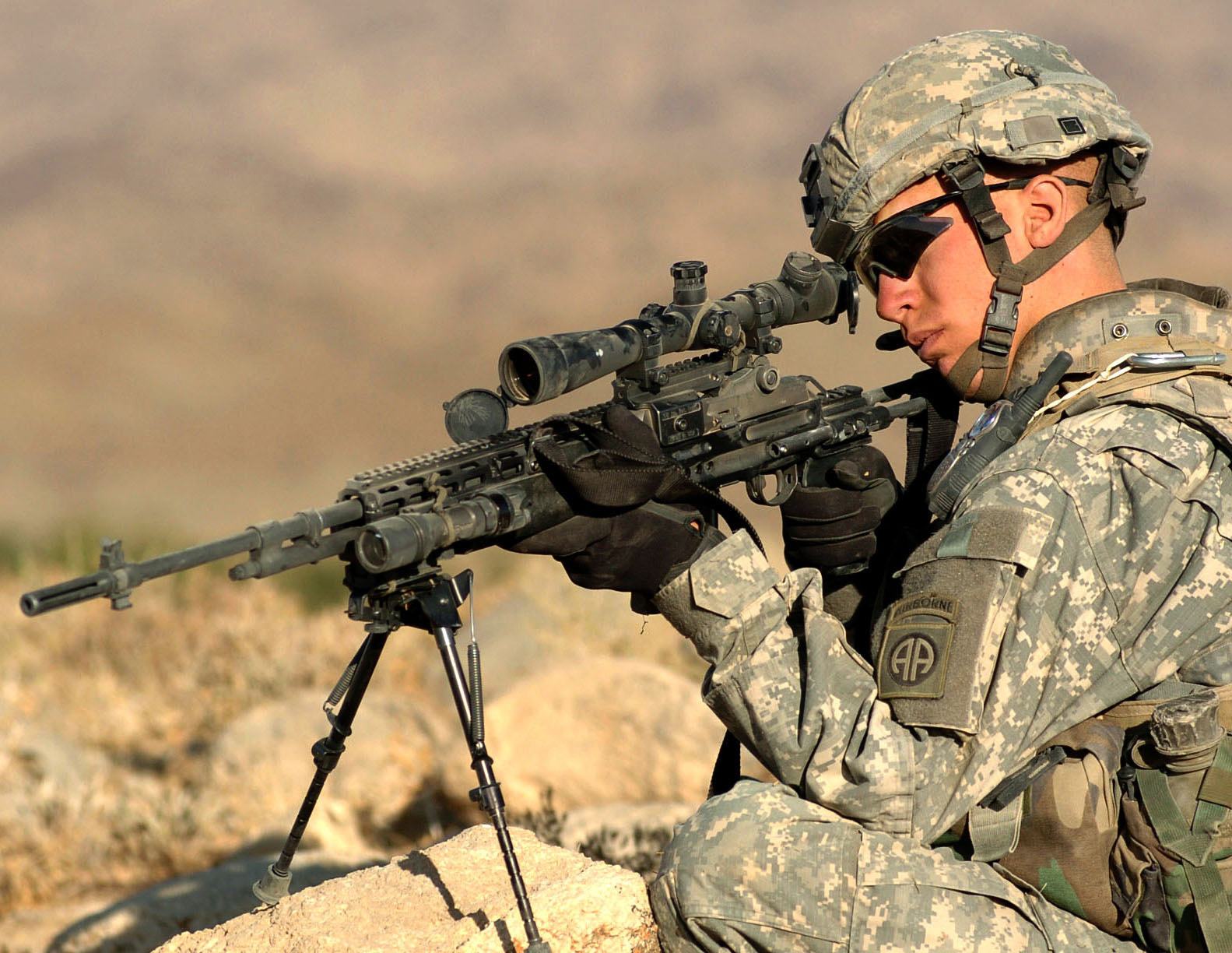
Солдат 82-ї пдд в Афганістані

82-га пові́тряно-деса́нтна диві́зія а́рмії США (англ. 82nd Airborne Division) — елітне військове з'єднання повітряно-десантних військ США. Заснована 5 березня 1917 року, як піхотна дивізія Збройних сил США у фортові Кемп-Гордон, Джорджія. Беззмінним пунктом постійної дислокації дивізії залишається Форт Брегг, штат Північна Кароліна.

## Історія з'єднання

### Формування з'єднання, Перша світова війна
У зв'язку з тим, що в дивізії на момент її формування були представники всіх на той момент 48 штатів США, дивізія отримала прізвисько: «Всеамериканська» дивізія («англ. All-American»). Цим пояснюється 2 букви «А» на нарукавному шевроні дивізії.
У лавах дивізії служили: генерал-лейтенант Джеймс М. Гейвін, солдат Альвін С. Йорк (герой Першої світової війни), Дейв «Білоголовий Орел» — онук Сидячого Бика.
Дивізія була сформована в період Першої світової війни, і брала активну участь у боях у Франції.
Альвін С. Йорк — військовослужбовець дивізії став знаменитим в цих боях, коли сам один атакував кулеметну обслугу німців, і знищив 20 ворогів, захопив у полон 132 солдати противника. За цей подвиг він був удостоєний Медалі Пошани.
У ході боїв Першої світової дивізія втратила 1298 осіб загиблими та 6248 пораненими.
Після завершення війни 27 травня 1919 року дивізія була розформована в Кемп-Аптон, штат Нью-Йорк.

### Друга світова війна
Зі вступом США до Другої світової війни, дивізія була реорганізована 25 березня 1942 року в Кемп-Клейборн, штат Луїзіана, під командуванням генерал-майора Омара Бредлі.
15 серпня 1942 року 82-га піхотна дивізія стає першим повітряно-десантним з'єднанням США — 82-ю повітряно-десантною дивізією. У квітні 1943 підрозділи дивізії під командуванням генерал-майора Метью Ріджуея висаджувалася на узбережжі Північної Африки, для підготовки до вторгнення до Італії.
9 липня 1943 десантники дивізії беруть участь у першій масштабній повітряно-десантній операції на острів Сицилію, а 13 вересня — висадка повітряного десанту в районі Салерно.
При висадці військ союзників в Нормандії, частини 82-ї пдд (505-й, 507-й, 508-й парашутно-десантні полки, і 325-й планерно-десантний полк) брали участь в десантуванні на територію Північної Франції. 33 доби парашутисти ведуть запеклі бойові дії з підтримки висадки морського десанту на узбережжі Нормандії.
Дивізія зазнала значних втрат: в ході операції 5245 десантників загинуло, поранений або зникло безвісти.
При проведенні повітряно-десантної операції в Нормандії 9 червня 1944 здійснив свій героїчний подвиг і був посмертно нагороджений медаллю Пошани рядової 1 класу 325-го десантно-планерного полку 82-ї дивізії Чарльз Де Глоппер (англ. Private First Class Charles N. DeGlopper), який ціною свого життя забезпечив виконання бойового завдання по захвату важливого моста і зберіг життя своїм товаришам. Чарльз Де Глоппер став першим в історії повітряно-десантних військ США військовослужбовцем удостоєний цієї найвищої винагороди.
Після реорганізації повітряно-десантних військ США, що беруть участь в бойових діях в Європі, формується 18 повітряно-десантний корпус, до складу якого входять: 82-га пдд, 101-ша пдд і 17-та пдд, командувати яким довірено колишньому командирові 82-ю — генерал-майору Метью Ріджуей. Командиром 82-ї пддпризначається бригадний генерал Джеймс Гейвін, який стає наймолодшим генерал-майором та командиром дивізії Армії США з часів Громадянської війни.
2 серпня 1944 «Всеамериканська» стає частиною 1-ї Повітряно-десантної армії союзників, і 17 вересня виконує бойове завдання під час проведення операції «Маркет-Гарден». У ході Голландської повітряно-десантної операції війська захоплюють мости через річку Маас. З початком німецького наступу в Арденнах 6 грудня 1944, дивізію перекидають на загрозливу ділянку фронту, де вона веде запеклі бої проти танкових частин генерал-фельдмаршала Герда фон Рундштета. Пізніше з травня по грудень 1945 частини дивізії виконували завдання по контролю над окупованим Берліном.
У Берліні легендарний генерал Джордж Паттон уражений дисципліною і бойовим духом 82-ї пдд висловився:
«За всю мою службу, серед всіх побачених мною елітних частин, я ніколи не бачив нічого схожого на солдатів 82-ї, що несли службу; справді 82-га є поза сумнівом найкращою серед всіх.»
У боях в Європі дивізія втратила 1619 осіб убитими, 6560 пораненими і 332 померлими від ран.

## Після війни
3 січня 1946 дивізія повернулася в Сполучені Штати, і її постійним пунктом дислокації стає Форт Брег, Північна Кароліна. Дивізія не бере участі у війні в Кореї, оскільки знаходиться в стратегічному резерві Президента США, на випадок війни з Радянським Союзом. Упродовж 20 років дивізія посилено займається бойовою підготовкою в різних кліматичних умовах (на Алясці, в Панамі, на Далекому Сході і по всій території континентальних Штатів).
У квітні 1965 дивізія піднята по тривозі й брала участь в подіях у домініканській Республіці.

### Війна у В'єтнамі
Після цього, в 1967, 82-га була послана до Детройта, штат Мічиган, де мала справу з масовим повстанням. Протягом двох днів після їх розгортання, бунти були придушені.
Трьома роками пізніше, до 82-ї повітряно-десантної дивізії знову звернулися за екстреної допомогою. У січні 1968 р., в рамках проведення контроперації проти Новорічного наступу північнов'єтнамців (англ. Tet Offensive), 3-тя повітряно-десантна бригада дивізії була терміново піднята за тривогою та направлена в межах 24 годин до Республіки В'єтнам. Бригада виконувала бойові завдання в провінції Ху-Пу Бей (в'єт. Hué-Phu Bai). Пізніше бригада була передислоковані південніше Сайгону (Saigon), і брала участь в бойових діях в Дельті Меконгу, Залізний Трикутник і уздовж Камбоджійського кордону. Після ведення 22 місяців боїв у В'єтнамі, 12 грудня, 1969 підрозділи 3-ї бригади повернулися до Форту Брег (англ. Fort Bragg).
У В'єтнамських подіях дивізія втратила:
- 227 — вбитими (2 зниклі безвісти і пізніше оголошені загиблими)
- 1009 — пораненими.

### Після 2001 року
Після терористичного акту 11 вересня 2001 року, у жовтні 2001 перші декілька військовослужбовців були відряджені в Афганістан для проведення контртерористичної операції проти Талібану. З червня 2002 підрозділи дивізійного штабу та 3-ї бригади були розгорнути в Афганістані для підтримки операції «Непохитна свобода». У січні 2003 особовий склад 1-ї бригади змінив 3-тю повітряно-десантну бригаду.
Під час проведення операції 70 десантників 504-го полку у взаємодії з рейнджерами 75-го полку здійснили бойовий стрибок у західному Афганістані.

## Структура дивізії

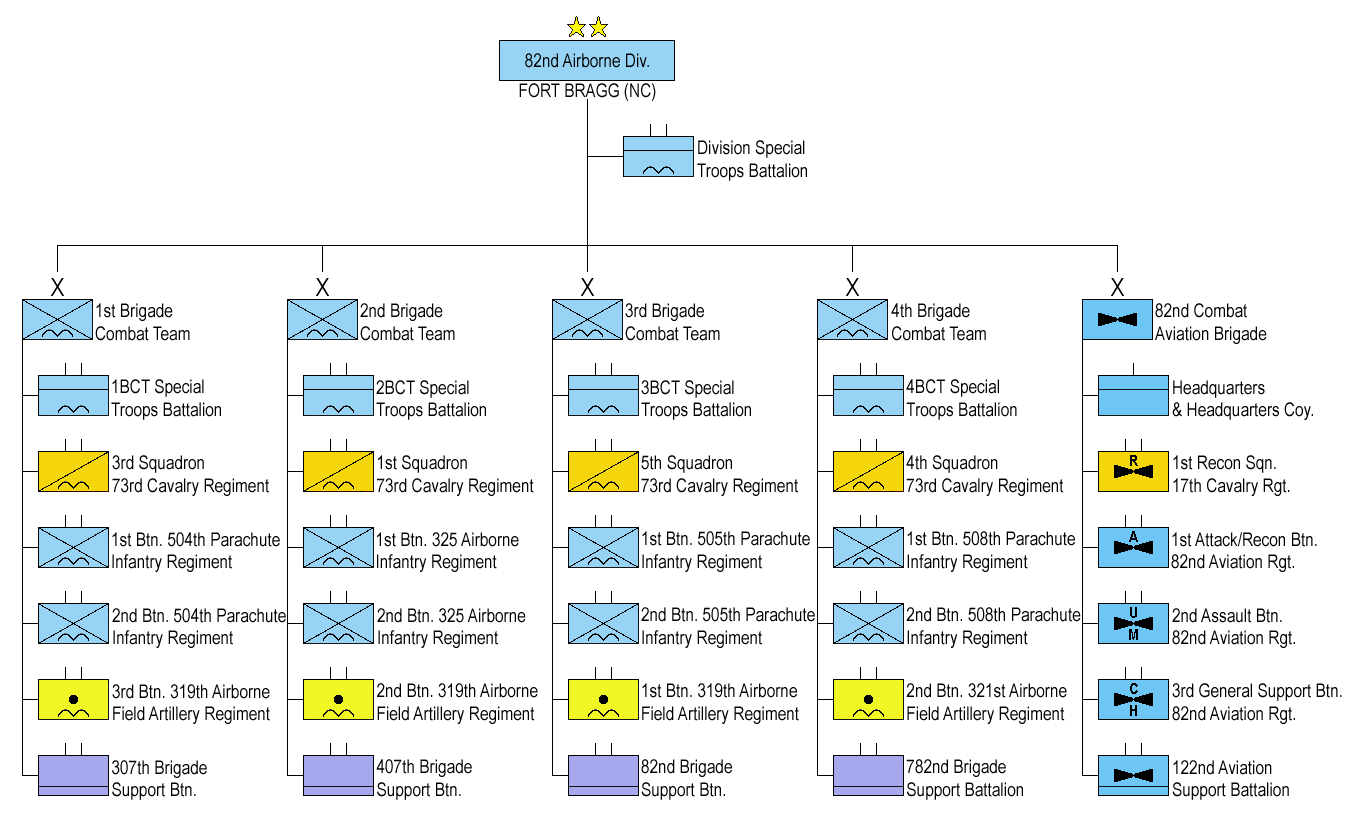
Організаційно-штатна структура 82-ї пдд.